# ماهی‌تاقان
ماهی‌تاقان (نام علمی: Ichthyostegalia) نام یک راسته از زیررده مازدندانان است.